# 北美航空
北美航空工业公司（North American Aviation Inc.）是美国的一家航空制造企业。1967年同洛克维尔-标准公司（Rockwell-Standard Corporation）合并成为北美洛克维尔公司（North American Rockwell Corporation）。这家公司的知名产品包括T-6德州佬式教練機，P-51野马型战斗机，B-25米歇尔型轰炸机，F-86军刀型战斗机，X-15型火箭飞机，阿波罗指令/服务舱以及農神五號火箭第二级。1996年作为洛克维尔国际的一部分被波音收购。

## 历史
1928年12月6日Clement Keys创办了北美航空，其本以为创办一家以经营个航空公司和飞行相关公司的股票为主要业务的控股公司。但1934年的空邮法案迫使北美航空转为制造企业，并雇用前道格拉斯飞行器公司的James H. "Dutch" Kindelberger主席和总经理。
Kindelberger将公司搬到了可以全年飞行的南加州地区，并将公司的主要精力集中在可以避免同其它公司竞争的教练机方面。其第一种飞机型号为GA-15观察机和GA-16教练机。后续型号有O-47和BT-9。1937年生产的BC-1是其第一种战斗机。
北美航空在BT-9后生产了T-6德州佬式教练机，这种飞机共制造了17000架，被认为是应用最广泛的教练机。其生产的双引擎B-25米歇尔型轰炸机被用于第二次世界大战中美国对日本东京的第一次轰炸。P-51野马式战斗机被认为是在第二次世界大战期间美国最好的战斗机。
战后，北美航空的雇员从91000人降到了50000人。但其仍然不断推出新型飞机，例如T-28型教练攻击机，A-5攻擊機，B-45龙卷风型喷气轰炸机，FJ1愤怒战斗机，XB-70女武神式轟炸機等。
F-86军刀型战斗机是美国在韩战中大量使用的喷气式战斗机，制造数量超过了9000架。其后续产品F-100超級军刀型也被美军大量采购。1965年北美航空试飞了非常成功的OV-10型飞机，这是第一种专门为反暴乱和前沿空中控制而制造的飞机，至今仍然被菲律宾，泰国等国大量使用。
50年代末F-107和F-108以及Navaho导弹项目的取消给北美航空造成了重大的打击。1960年其新CEO Lee Atwood决定将航天作为公司的主要经营方向。其成功获得了阿波羅計畫控制舱和服务舱以及農神五號火箭第二级的制造合同。1967年1月阿波罗1号的火灾事故被部分归咎于北美航空。同年3月，北美航空同洛克维尔合并。
在同洛克维尔合并后，原北美航空部门的知名产品有B-1型战略轰炸机，航天飞机以及全球定位系统的大部分卫星。
1996年12月，洛克维尔国际名下的防务和太空部门（包括北美航空）被波音收购。

## 產品
- P-51戰鬥機
- F-82戰鬥機
- B-25米切爾型轟炸機
- F-86軍刀戰鬥機
- F-100 超級軍刀
- F-107终极佩刀战斗机
- T-6德州佬式教練機

- L-17聯絡機
- T-28教練機

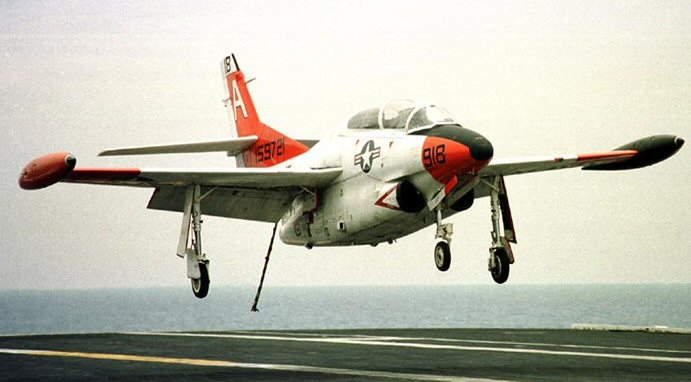
T-2教練機

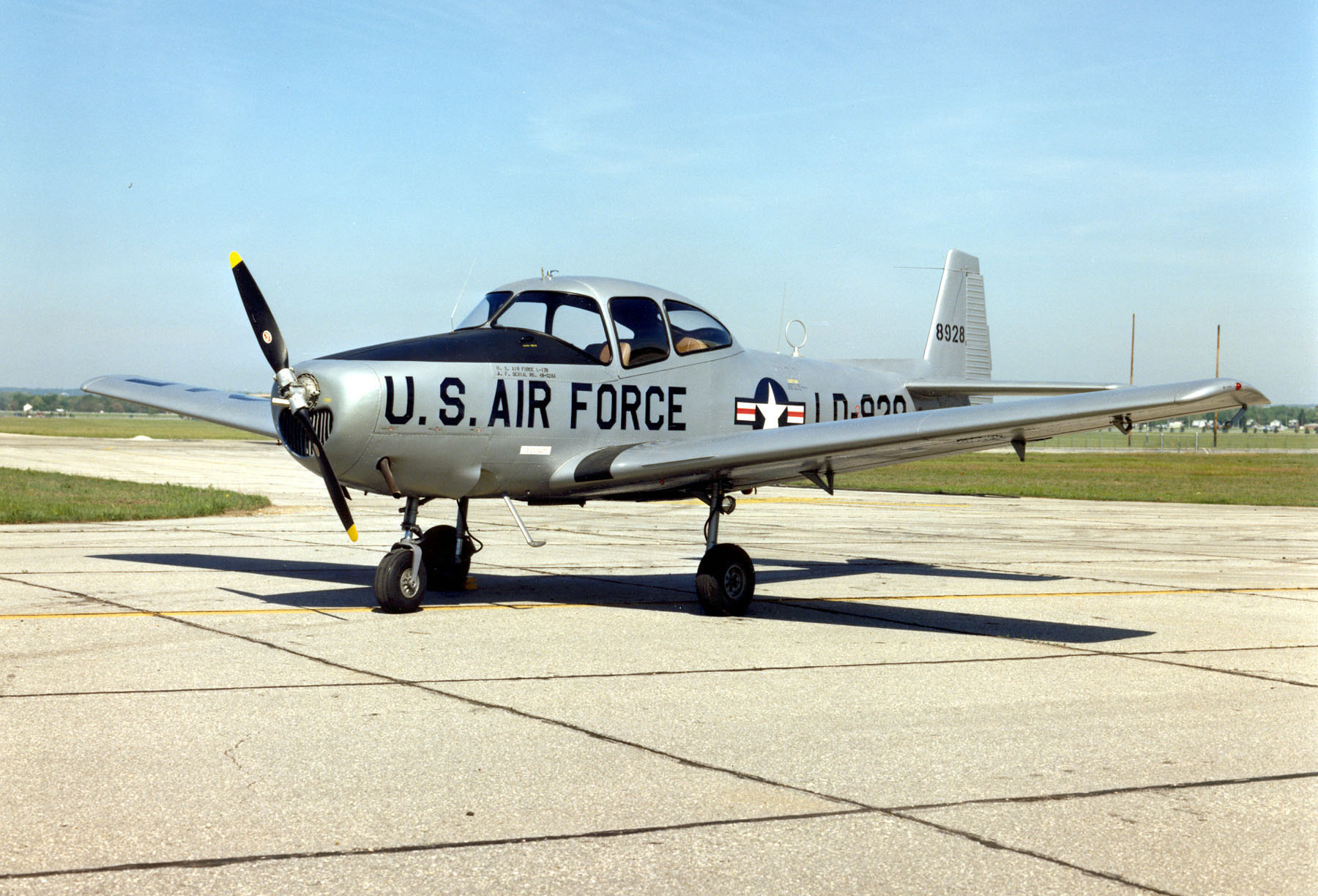
L-17A

- T-2七葉樹教練機 (North American T-2 Buckeye)
- XB-21
- O-47
- BT-9
- A-36俯衝轟炸機（改良自P-51A戰鬥機）

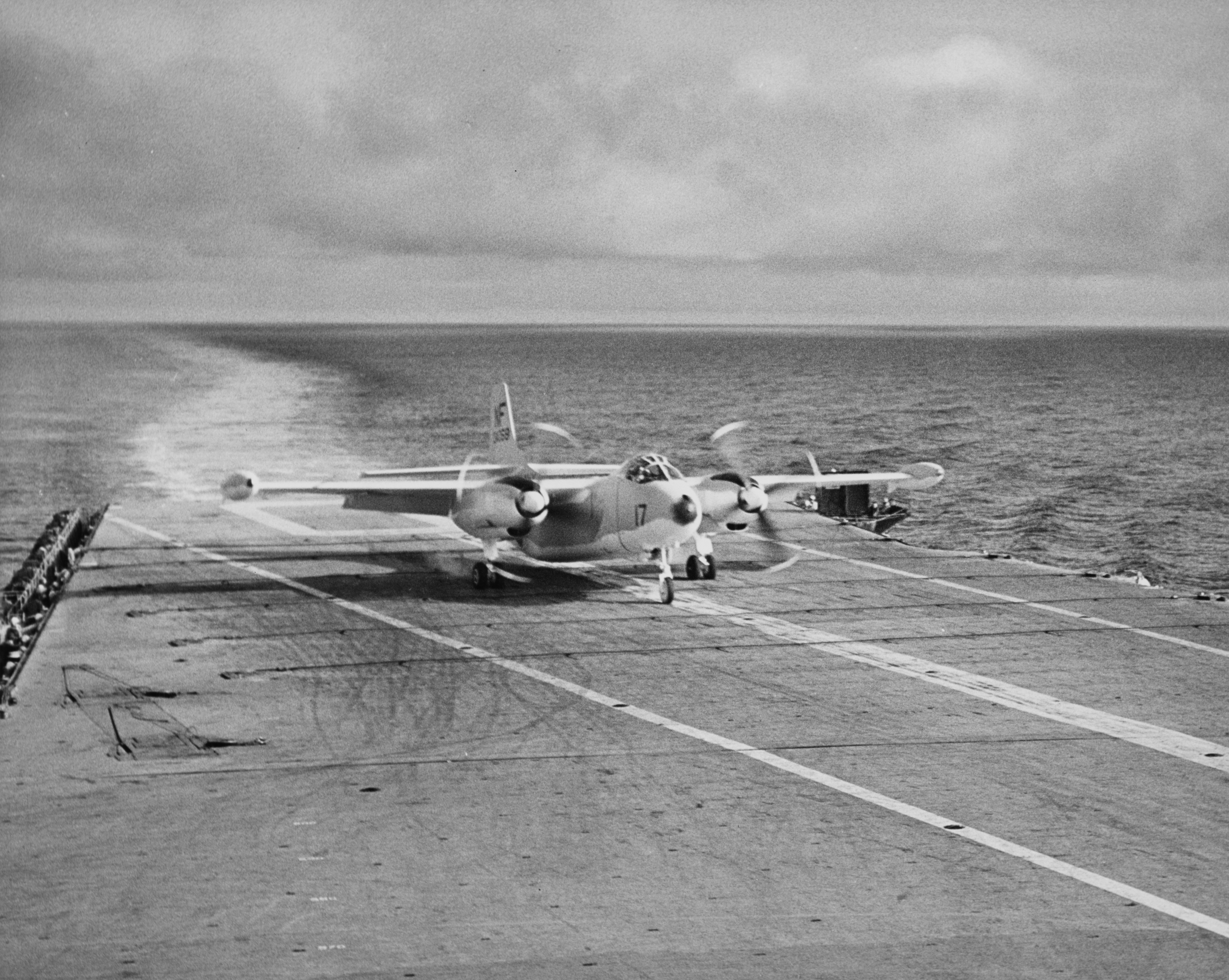
AJ攻擊機

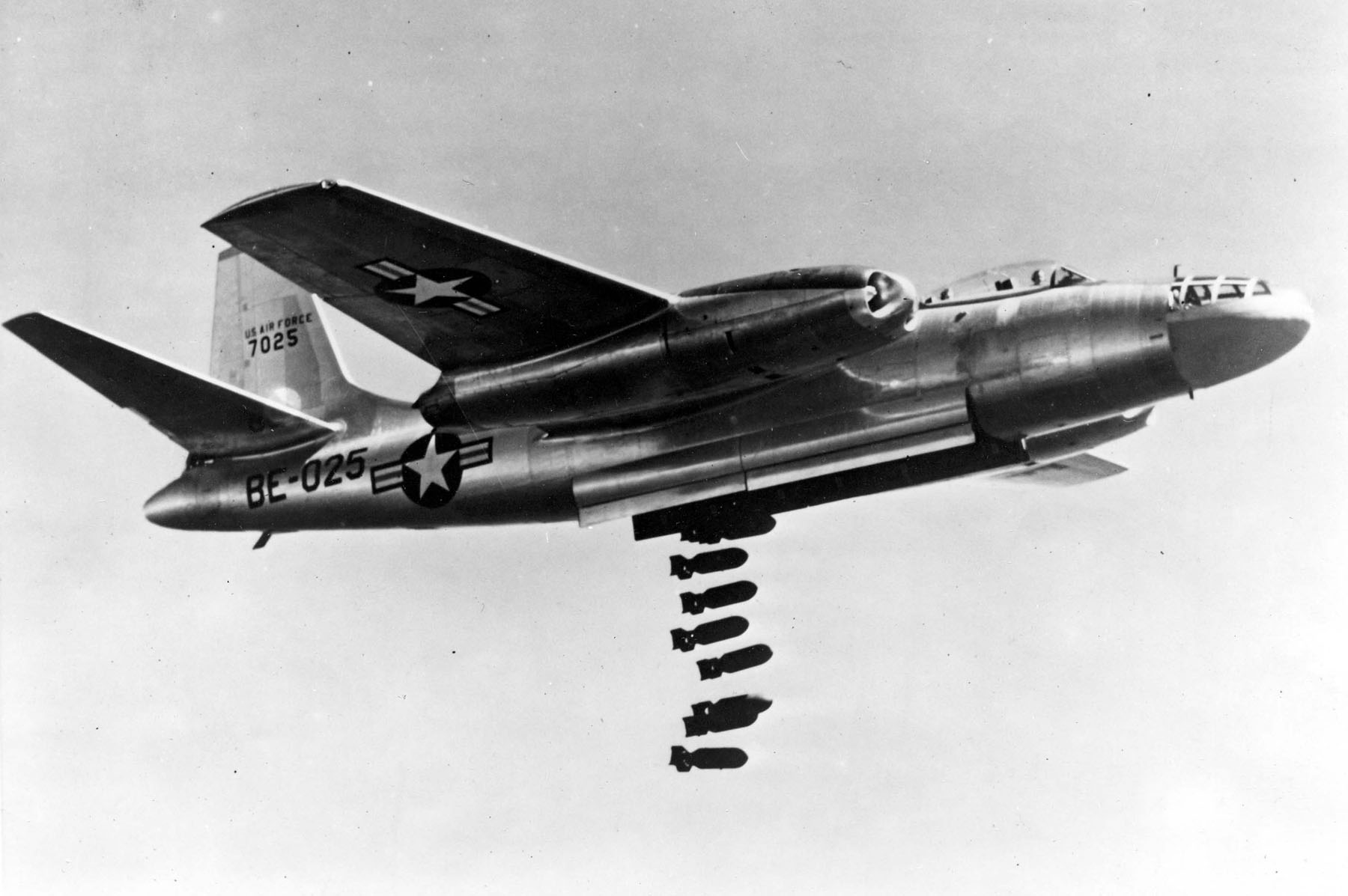
B-45轟炸機

- XB-28 Dragon

- AJ Savage
- P-64
- T-39教練機
- B-45轟炸機
- FJ戰鬥機
- YF-93A
- North American X-10
- A-5攻擊機

- XF-108戰鬥機
- OV-10觀測機
- X-15
- XB-70女武神式轟炸機
- NA-335戰鬥機
- B-1槍騎兵戰略轟炸機